# Powys
Powys ([ˈpou̯ɪs] /ˈpoʊɪs, ˈpaʊɪs/ POH-iss, POW-iss) es una autoridad unitaria de Gales (Reino Unido) y condado preservado. Fue establecido por la división administrativa el 1 de abril de 1974. Fue formado por los antiguos condados de Montgomeryshire y Radnorshire, añadido a la mayoría del condado de Brecknockshire y un poco del antiguo Denbighshire. Sus fronteras se corresponden aproximadamente con las del reino de Powys medieval. Es el único condado preservado que no se dividió en 1994, y también el más grande en el país.
Como condado preservado, limita al norte con Clwyd, al noroeste con Gwynedd, al oeste con Dyfed, al suroeste con Glamorgan del Oeste, al sur con Mid Glamorgan y al sureste con Gwent. Con las nuevas áreas principales, tiene fronteras al norte con Wrexham County Borough y Denbighshire, al noroeste con Gwynedd, al oeste con Ceredigion y Carmarthenshire, al sur con Neath-Port Talbot, Merthyr Tydfil, Caerphilly y Blaenau Gwent, al sureste con Monmouthshire. Limita también con los condados ingleses de Shropshire y Herefordshire.
La capital de Powys es Llandrindod Wells, pero su localidad más grande es Newtown. La población en Powys fue estimada en 2010 como 131 000, la undécima más grande en Gales. La densidad de 25 por kilómetro cuadro es la más pequeña en Gales. Solamente 30.1 % de Powys puede hablar, escribir o leer el idioma galés.

## Geografía
Mucho del condado es montañoso y por eso es difícil a conducir del norte al sur. El río Severn, el río más largo del Reino Unido, empieza en el condado vecino de Ceredigion pero corre en unas localidades de Powys: Llanidloes, Caersws, Newtown y Welshpool. El río Wye, el quinto río más largo, corre en Rhayader, Builth Wells y Hay on Wye lleva su nombre. El decimosexto río más largo del país, el río Teme, empieza en Powys y corre en Knighton. Más al sur hay el río Usk en Brecon. Muchos de los ríos tiene depósitos cerca de sus fuentes, para suministrar energía a unas ciudades grandes en Inglaterra del oeste y Gales del sur. El único parque nacional en Powys es los Brecon Beacons al sur.

## Demografía
| Gráfica de evolución de Powys entre 2001 y 2021 |
|                                                 |

## Escudo
El escudo del condado es principalmente negro (significa las Montañas Negras) y oro (significa minería y la riqueza del condado). Hay tres fuentes, heráldicos que significan los ríos y lagos. Encima el escudo hay una torre negra que significa la historia militaría de Powys. Un milvus milvus tiene losanges negras que significan minería para carbón, y una pieza de lana dorada que significa cría de ovejas. El lema Powys Paradwys Cymru significa «Powys, Paraíso de Galés» en el idioma galés.

## Comercio
Desde el diciembre de 2007, el condado tiene un Sello de comercio justo.

## Comunidades

### 1000 habitantes o más
- Newtown y Llanllwchaiarn: 10.783[5]
- Ystradgynlais: 8.023[6]
- Brecon: 7.901[7]
- Welshpool: 6.269[8]

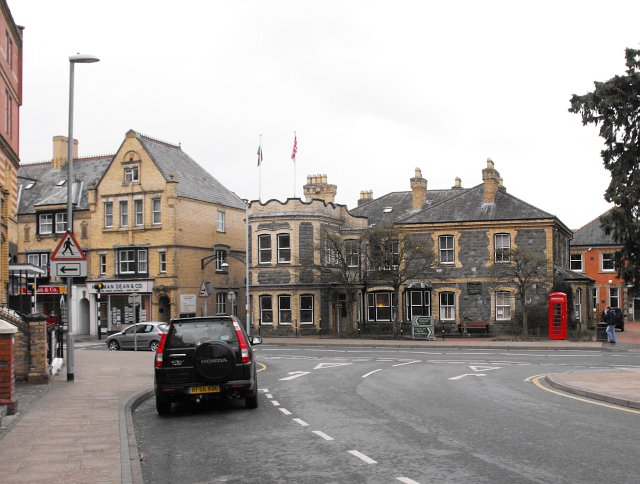
Llandrindod Wells es la quinta localidad más grande de Powys, pero es la capital.

- Llandrindod Wells (capital): 5.024[9]
- Knighton: 3.043[10]
- Llanidloes: 2.807[11]
- Presteigne: 2.463[12]
- Builth Wells: 2.352[13]
- Machynlleth: 2.147[14]
- Rhayader: 2.075[15]
- Kerry: 1.922[16]
- Churchstoke: 1.571[17]
- Caersws: 1.526[18]
- Berriew: 1.306[19]
- Montgomery: 1.256[20]
- Glantwymyn: 1.106[21]

### Menos de 1000 habitantes

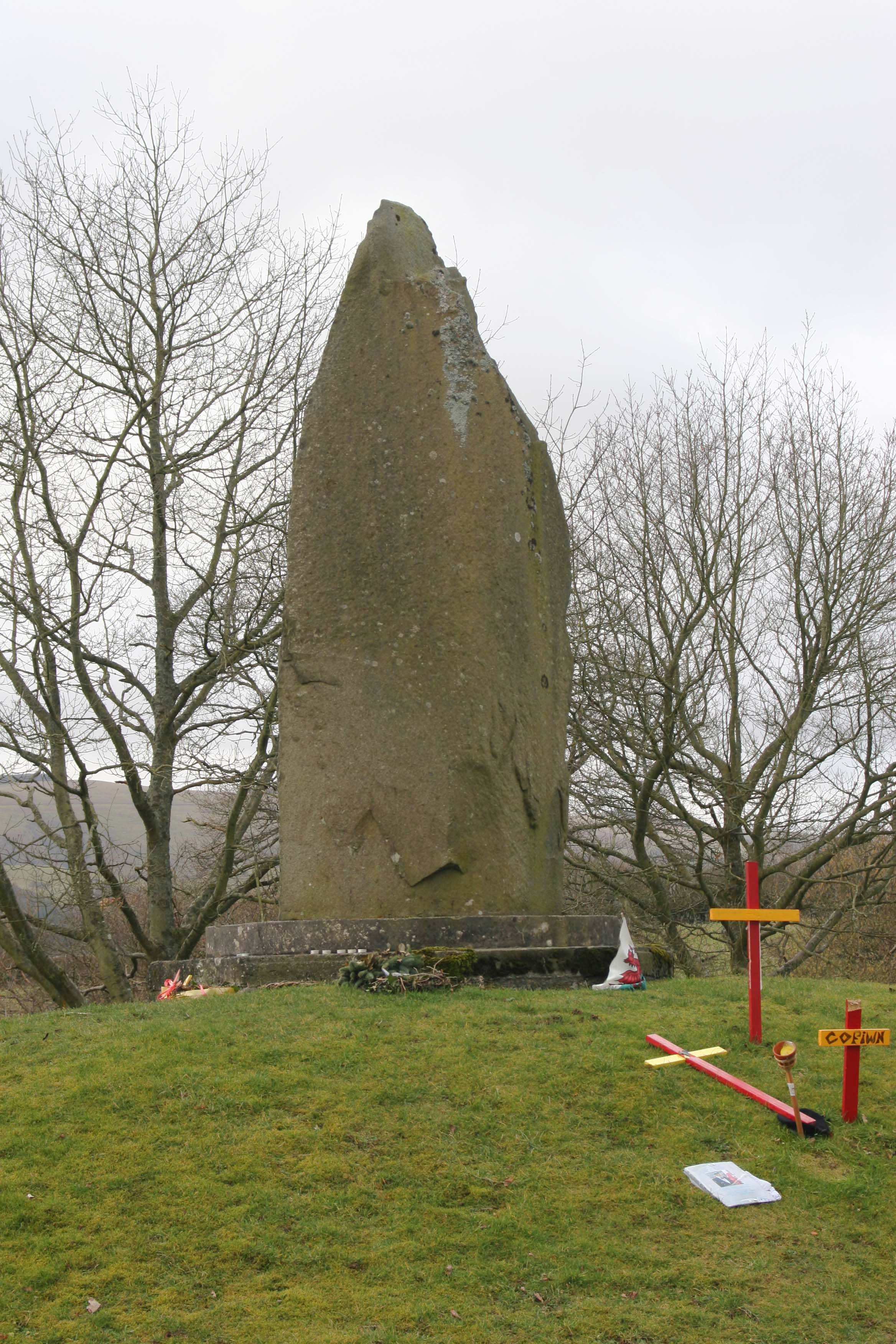
Esta piedra en el pueblo pequeño de Cilmeri en Powys es un monumento a Llywelyn el Último Rey de Gales.

- Glasbury: 902[22]
- Bronllys: 816[23]
- Old Radnor: 741[24]
- Beguildy: 704[25]
- Clyro: 688[26]
- Carno: 646[27]
- Aberhafesp: 438[28]
- Cilmeri: 438[29]
- Bettws: 425[30]
- Gladestry: 419[31]
- New Radnor: 410[32]
- Erwood: 401[33]
- Dubhonw: 300[34]
- Abbey Cwmhir: 246[35]
- Aberedw: 219[28]

## Localidades
- Abercrave
- Abermule
- Brecon
- Bronllys
- Builth Wells
- Caersws
- Carno
- Churchstoke
- Clyro
- Coelbren
- Crickhowell
- Forden
- Four Crosses
- Guilsfield
- Hay-on-Wye
- Kerry
- Knighton
- Llandinam
- Llandrindod Wells
- Llanfair Caereinion
- Llanfyllin
- Llangattock
- Llangynidr
- Llanidloes
- Llansanffraid-ym-Mechain
- Llanwrtyd Wells
- Machynlleth
- Montgomery
- Newbridge-on-Wye
- Newtown
- Presteigne
- Rhayader
- Talgarth
- Tregynon
- Welshpool
- Ystradgynlais

## Sitios de interés
- Castillo de Powis